# Музей органической культуры
Музе́й органи́ческой культу́ры (сокращенно МОК) — художественный музей Коломны.
Расположен в усадьбе, построенной в 1815 году дворянами Ананьиными. В 1849 году усадьба перешла в собственность купцов-москательщиков Львовых, которые занимали её вплоть до 1930-х годов. В советское время это был жилой дом с уплотнённым заселением. Восстановлен в 2011 году как памятник деревянного зодчества XIX века. Фасад его богато украшен домовой резьбой по дереву сложного узора.
В музее собрана коллекция работ художников русского авангарда начала XX века (М. Матюшин, Е. Гуро), и работы современных художников. Собрание включает также работы российских фотографов XXI века.

## История создания
Музей организован по инициативе Аллы Повелихиной, Нины Суетиной, Василия и Елены Ракитиных и Ирины Аликиной. У истоков музея стояли также монахини Свято-Троицкого Ново-Голутвина монастыря. В церемонии открытия музея принимали участие актриса Алла Демидова, певица Маквала Касрашвили, певица Елена Кaмбурова, искусствовед Василий Ракитин, искусствовед Виталий Пацюков, художник Франсиско Инфанте, композитор и философ Владимир Мартынов, поэт Ольга Седакова.

## Деятельность
В своей деятельности МОК представляет историю формирования и развития «органического» направления в российском искусстве, проблемы Органической культуры. Министерство культуры Московской области в своём издании, посвящённом музеям Подмосковья «100 музеев Подмосковья», особо выделяет значимость научной программы Музея органической культуры: «Что такое органическое движение в искусстве и актуальность органического направления в русском авангарде»

## Коллекция
Музей состоит из трёх подразделений: Музей искусств XX—XXI веков, Музей российской фотографии, Музей традиции. Каждое подразделение имеет самостоятельную значимость, но в целом они дают представление именно об органике в искусстве.

### Музей искусств XX—XXI вв.
В постоянной экспозиции Музея искусств XX—XXI вв. находятся работы Елены Гуро и Михаила Матюшина, ключевых фигур Органической культуры.
В 1923—1926 годах Михаил Матюшин возглавлял отдел Органической культуры в ГИНХУКе. Задачей отдела было опытным путём, лабораторным исследованием проверить, подтвердить или уточнить найденные при наблюдении на натуре особенности поведения и взаимодействия главных средств пластического языка — формы, цвета, а позднее — исследование влияния на них звука. Особенность изучения цвета, формы, звука заключалась в том, что их исследование и живое наблюдение велось не изолированно, а с учётом пространственной среды, в которой оказывались те или иные объекты наблюдения. Это достигалось «расширенным смотрением» «ЗОР-ВЕД» (зрение + ведание), которое создавало понимание взаимосвязей, «слитность сущностей, а не видимостей»..
Наиболее выдающимися мастерами этого направления были братья и сёстры Борис, Мария и Ксения Эндер.
Часть собрания музея комплектуется из работ петербургского художника Владимира Стерлигова, работавшего над теорией прибавочного элемента в искусстве, а также работ Татьяны Глебовой, Павла Кондратьева, Елизаветы Александровой, Евгения Струлёва, А. Батурина и других..

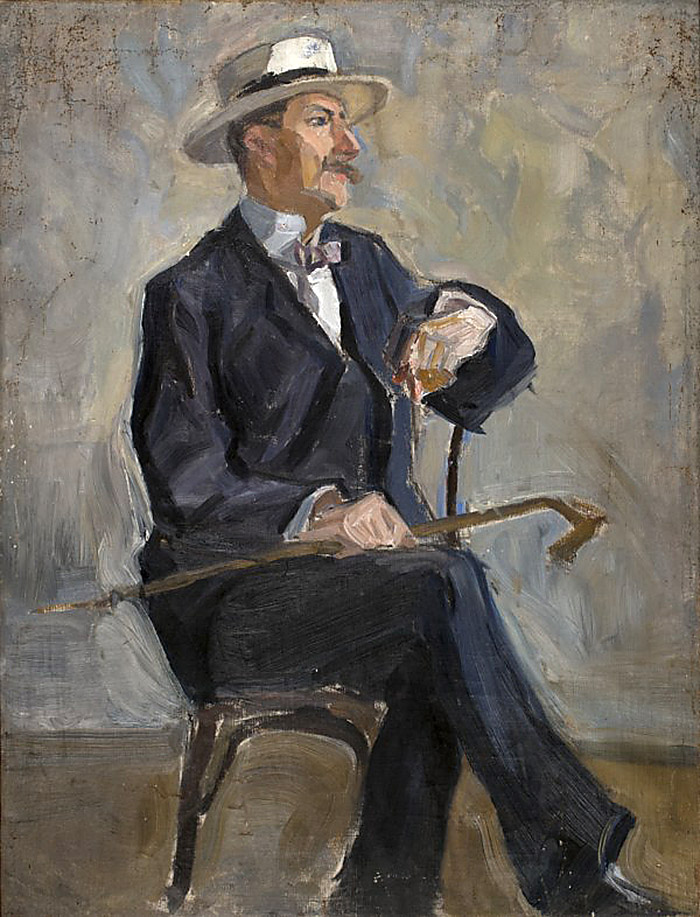
Елена Гуро. Портрет Михаила Матюшина  Конец 1900-х.
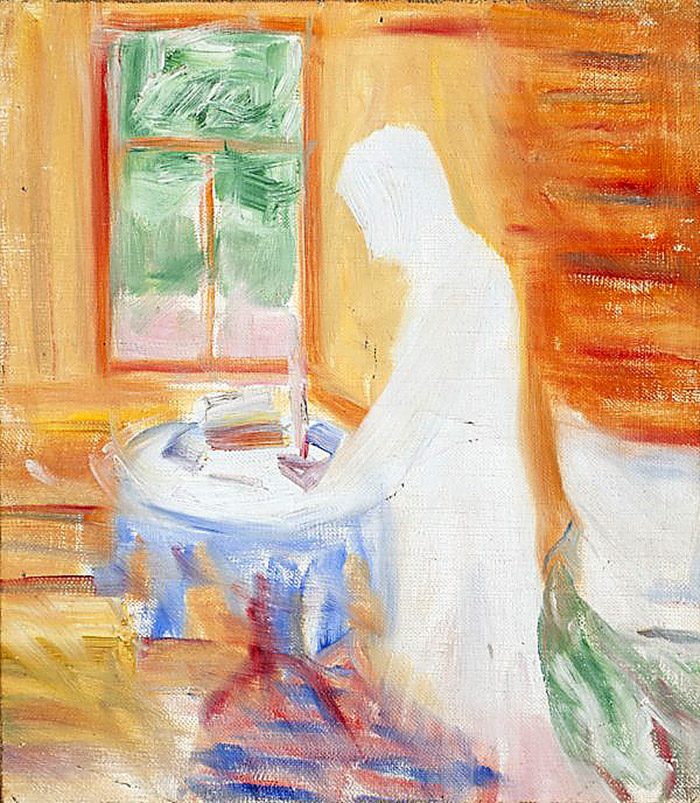
Михаил Матюшин  Сон. 1910-е г.
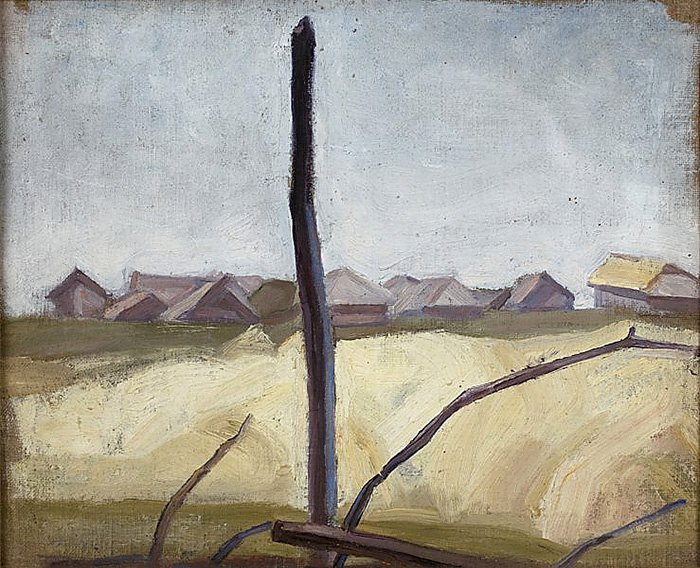
Михаил Матюшин  Пейзаж с избушками. 1904 г.
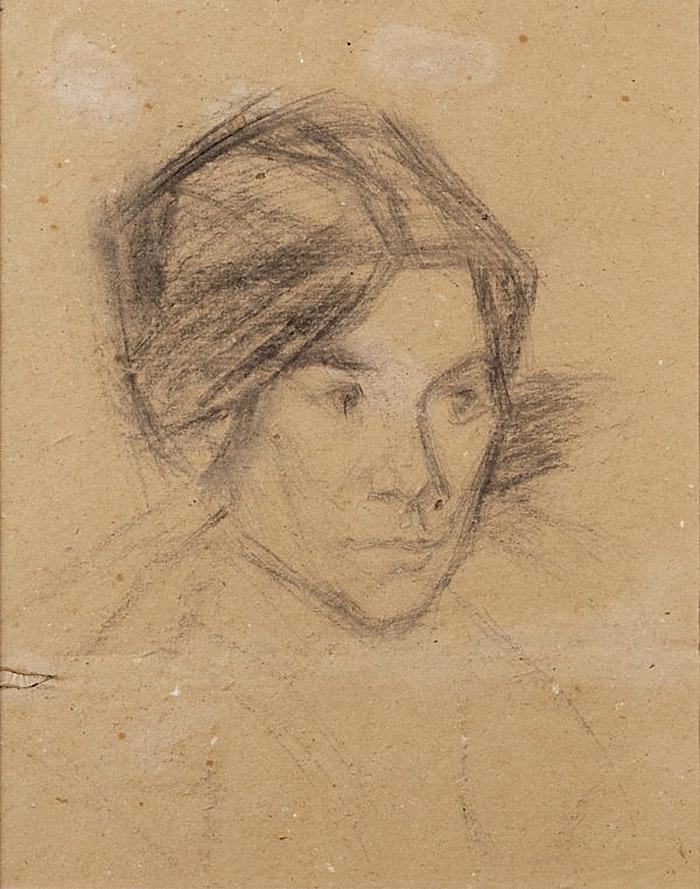
Михаил Матюшин  Портрет Елены Гуро. Конец 1900-х.
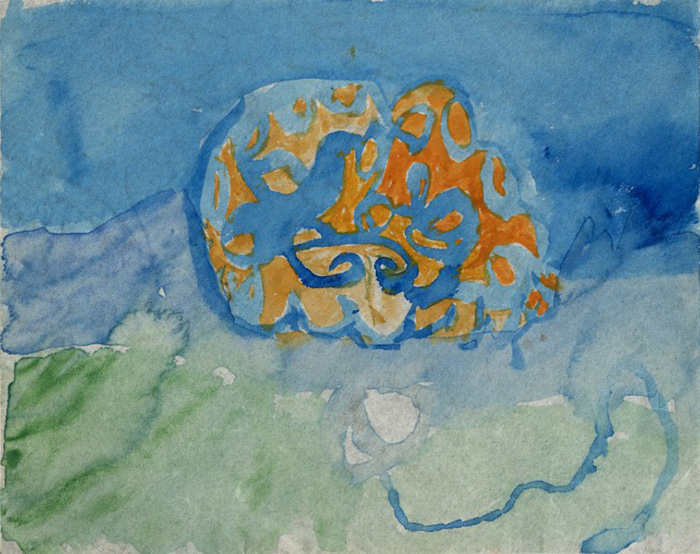
Елена Гуро  Камень в воде. 1910 г.

### Музей российской фотографии
В постоянной экспозиции Музея российской фотографии «Исторические страницы» представлены следующие направления фотоискусства: пикториализм (художественная фотография), пейзаж (фотосъёмка с натуры), этнографическая фотография 2-й половины XIX в., документализм, студийная фотография.

### Музей традиции
Музей традиции находится в процессе формирования и его экспозиция включает в себя произведения археологии, народных промыслов, и художников, наивно увидевших окружающую их действительность: Павла Леонова, Кати Медведевой, Таисии Швецовой, Людмилы Вороновой, Любови Майковой и других.
В 2020 году издан 3-томный справочник-альбом «Художники, наивно увидевшие мир».

## Выставки
Готовясь к пятилетнему юбилею, Музей провёл масштабную (более 120 работ) выставку известного скульптора Андрея Красулина. Его метод художественного воплощения, не вписывающийся ни в одно из жанровых и стилистических определений, оказался слишком радикальным для чопорной Москвы, но «органично» вписался на примузейном участке и собственно в музее, таком же нестандартном и странном, как и экспозиция Андрея Красулина. На всём пространстве были разбросаны трёхмерные инсталляции и объекты ленд-арта, мобили и мандалы. Однако и этого оказалось недостаточно. Для экспонирования красулинского проекта «Бронза о Мандельштаме» на территории коломенского музея был построен занозистый, грубо отёсанный барак, в котором демонстрация на современных мониторах дополнялась «живыми» рукописными поэтическими листками. Всё вместе это изменяло представление о монументальном искусстве в плоскости, перпендикулярной устоявшимся понятиям. Соответственно необычный метод художника Андрея Красулина, вдохновлённого поэзией Осипа Мандельштама и Александра Введенского, потребовал нетривиального издательского подхода.

## Издания Музея искусств XX—XXI вв
- Михаил Матюшин. Творческий путь художника. — МОК. Под редакцией Аллы Повелихиной. Коломна. 2011. ISBN 978-5-4253-0274-8
- Музей искусств XX—XXI в. Каталог 2013" . М.: Музей органической культуры. 2013 ISBN 978-5-4253-0749-1
- Ученики Владимира Стерлигова. Каталог 2016" . Санкт-Петербург: Музей органической культуры. 2016 ISBN 978-5-9908712-3-6
- «Культура, иконосфера в богослужебном пении древней Руси» В.Мартынов. 2014. М.: Музей органической культуры. ISBN 978-5-4253-0667-8
- «Геометрия природы Стерлигова. К 110-летию со дня рождения В. В. Стерлигова. Каталог выставки» М.: Музей органической культуры, 2014 г. ISBN 978-5-905942-60-0
- «Музыка цвета Татьяны Глебовой». К 115-летию со дня рождения художника. Каталог выставки 2015 г. МОК. ISBN 978-5-519-48596-8
- "Свобода простых состояний. Сергей Резников \ Василий Романенко " М.: Музей органической культуры, 2013 г. ISBN 978-5-4253-0647-0
- «Органическое движение в искусстве XX—XXI века. Сфера Земли». Каталог выставки 2012 г. МОК
- «Возврат к природе. Беседа 0/1 2012-08-30». Музей органической культуры. 2012 г.
- «Возврат к природе. Беседа 0/2 2013-08-30 Восток и Запад. Великий Шёлковый путь». Музей органической культуры. 2013 г.

## Документальные фильмы
- Вячеслав Фомич Колейчук — (16.12.1941 — 9.04.2018) — художник, архитектор, исследователь.
- «Людмила в стране чудес». Выставка художника Людмилы Сошинской
- Открытие музея под лаконичным названием «DIMA»
- Фильм о выставке Андрея Красулина в Музее Органической Культуры. Коломна 26.09.2015
- Памяти Василия Ракитина
- «День рождения МОК» 2014 г.
- «История. Задачи. Жизнь»

## Публикации о музее в путеводителях
- Коломенский Кремль